# La rabbia (film 1963)
La rabbia è un film del 1963, scritto e diretto da Pier Paolo Pasolini e Giovannino Guareschi.

## Produzione
L'opera nacque da un'idea del produttore Gastone Ferranti, che volle avvalersi di due importanti personalità, per l'appunto Giovannino Guareschi e Pier Paolo Pasolini, non a torto ritenuti tra i maggiori intellettuali del tempo, benché lontanissimi in termini di tendenze politiche e ideologiche (eppure considerati "eretici" dai propri schieramenti). L'intenzione del produttore era di realizzare una specie di "cine-match", dove Guareschi e Pasolini facessero da canto e controcanto di fronte alla domanda precisa di quale fosse l'origine della scontentezza, della paura e dei conflitti che agitavano la società di allora.
Attraverso il montaggio di materiale di repertorio del cinegiornale Mondo libero, materiali reperiti in altri archivi riguardanti la storia di diversi Paesi, nonché fotografie da libri d'arte e da rotocalchi, fu prodotto un film che analizza, in modo fortemente critico e polemico, i fenomeni e i conflitti sociali e politici del mondo contemporaneo. Guareschi criticò con l'abituale sferzante umorismo lo svilimento dell'arte a fini commerciali, il consumismo, naturalmente il comunismo, la decolonizzazione, la cementificazione del paesaggio, la "corsa allo spazio" e più in generale il conformismo e la modernità "senz'anima" che elimina ogni prospettiva diversa dal materialismo e in ultima istanza porta alla sfiducia verso il futuro.
Nella sua parte di documentario, Pasolini parla della rivoluzione ungherese e di quella cubana, elogia il progressismo, la decolonizzazione e la lotta di classe, prende ad esempio la morte di Marilyn Monroe per parlare di morte della bellezza, lamenta la scomparsa del mondo contadino e rivolge aspre critiche all'industrializzazione, al conservatorismo, all'anticomunismo e alla borghesia. Una parte di questa fu tagliata per includere in un secondo tempo il contributo di Guareschi nel prodotto finale.  Pur partendo da posizioni diametralmente opposte, i discorsi di Pasolini e Guareschi presentano dei punti di convergenza - specie in merito allo straniamento e alla disumanizzazione del mondo moderno - ed anzi si potrebbe dire che entrambi si sono rivelati profetici, anche se in negativo.

## Distribuzione
Il film uscì nel 1963, ma trascorsero solo poche settimane prima che venisse ritirato dalle sale. Il motivo di questa scomparsa non è del tutto chiaro: si è ipotizzato il timore che la vittoria di Guareschi, visto come "reazionario", avrebbe causato uno scandalo tale da condurre Ferranti alla rovina. La parte di Pasolini ebbe negli anni a venire una limitata circolazione, mentre di quella di Guareschi si persero le tracce.
Si dovette attendere la 65ª Mostra internazionale d'arte cinematografica di Venezia (2008) per vedere riemergere la pellicola dove la parte di Pasolini era restaurata e in versione integrale ma senza la parte di Guareschi. Giuseppe Bertolucci, che ne aveva diretto l'edizione, giustificò l'esclusione della parte di Guareschi definendo "insostenibili" le sue prese di posizione sulla decolonizzazione e sulla guerra d'Algeria. Incidentalmente in quel periodo Bertolucci era anche presidente del comitato per il centenario della nascita dello scrittore emiliano, e in seguito a ciò dovette dimettersi per l'ovvia inconciliabilità delle sue dichiarazioni con tale carica. Superata la polemica, La Rabbia fu riproposto l'anno seguente al "Fiuggi Family Festival", sia con la versione di Pasolini che con quella di Guareschi.